# Rückers (Flieden)
Pour les articles homonymes, voir Ruckers.
Rückers est un village dans le land de la Hesse et l'arrondissement de Fulda en Allemagne. Depuis la réforme territoriale en 1972, le village avec ses quartiers Keutzelbuch et Leimenhof fait partie de la commune de Flieden.
Le village compte 1852 habitants.

## Géographie
Rückers est situé au sud d’Arrondissement de Fulda, au flanc du nord de la colline ‘’Landrücken’’ (Steinkammer) entre le massif du Vogelsberg et le massif de la Rhön, en parc naturel de la Rhön.

## Histoire
Le village est mentionné pour la première fois en 1160.

## Lieux et monuments
L'église de pèlerinage de l’Assomption Mariä Himmelfahrt est située au milieu du village. Il y a aussi une grotte mariale.

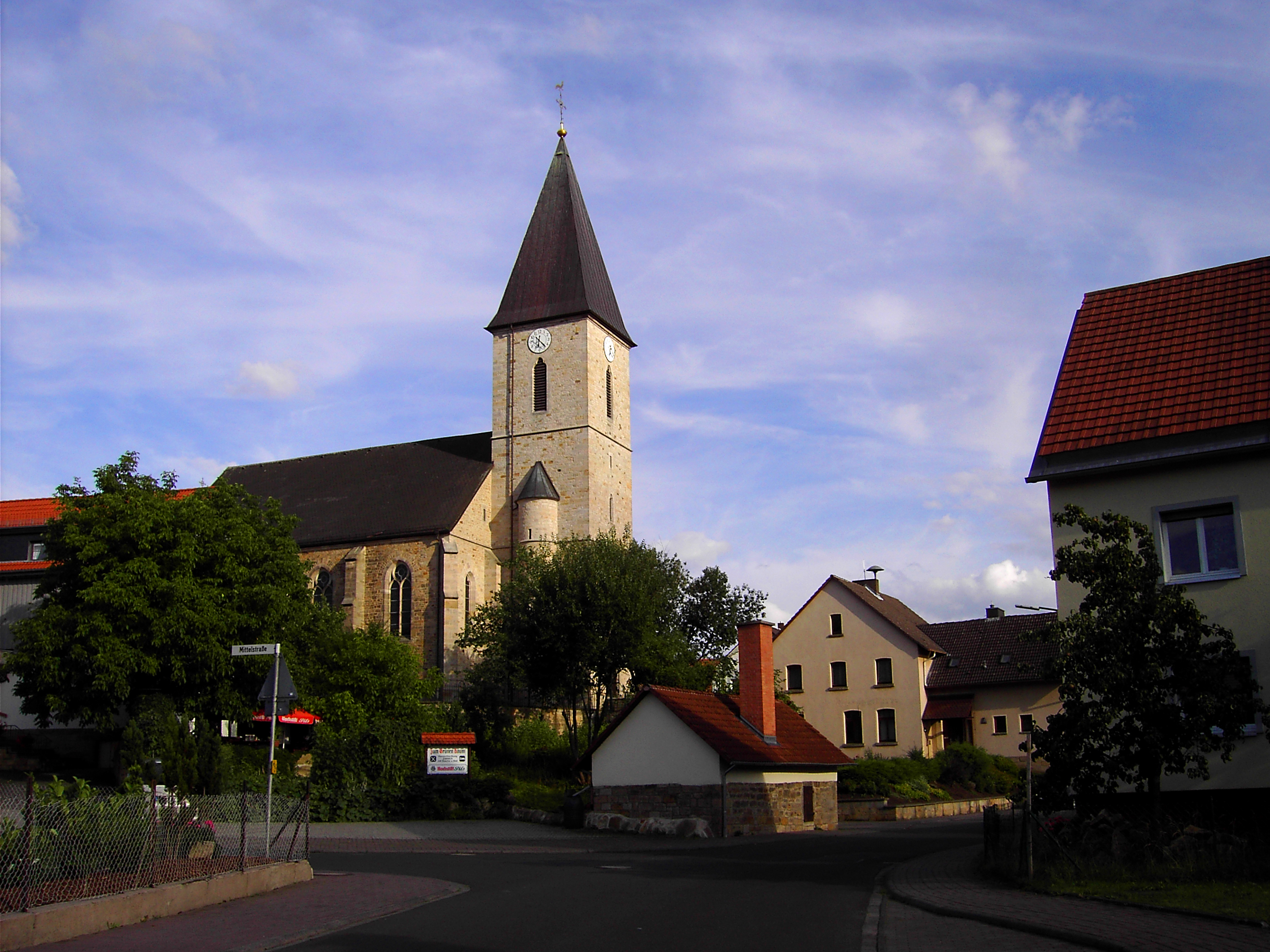
L'église catholique Mariä Himmelfahrt
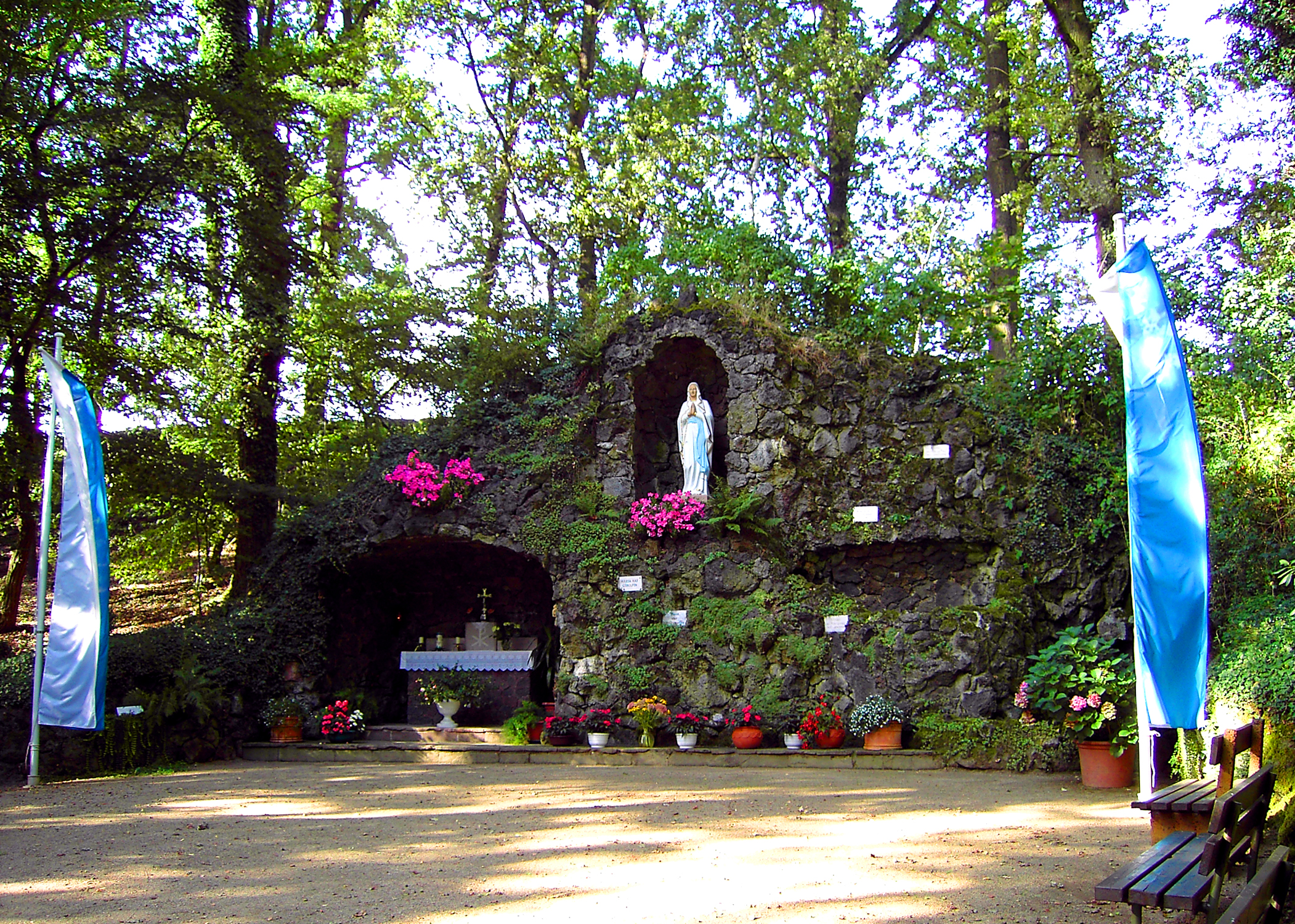
Mariengrotte in Rückers
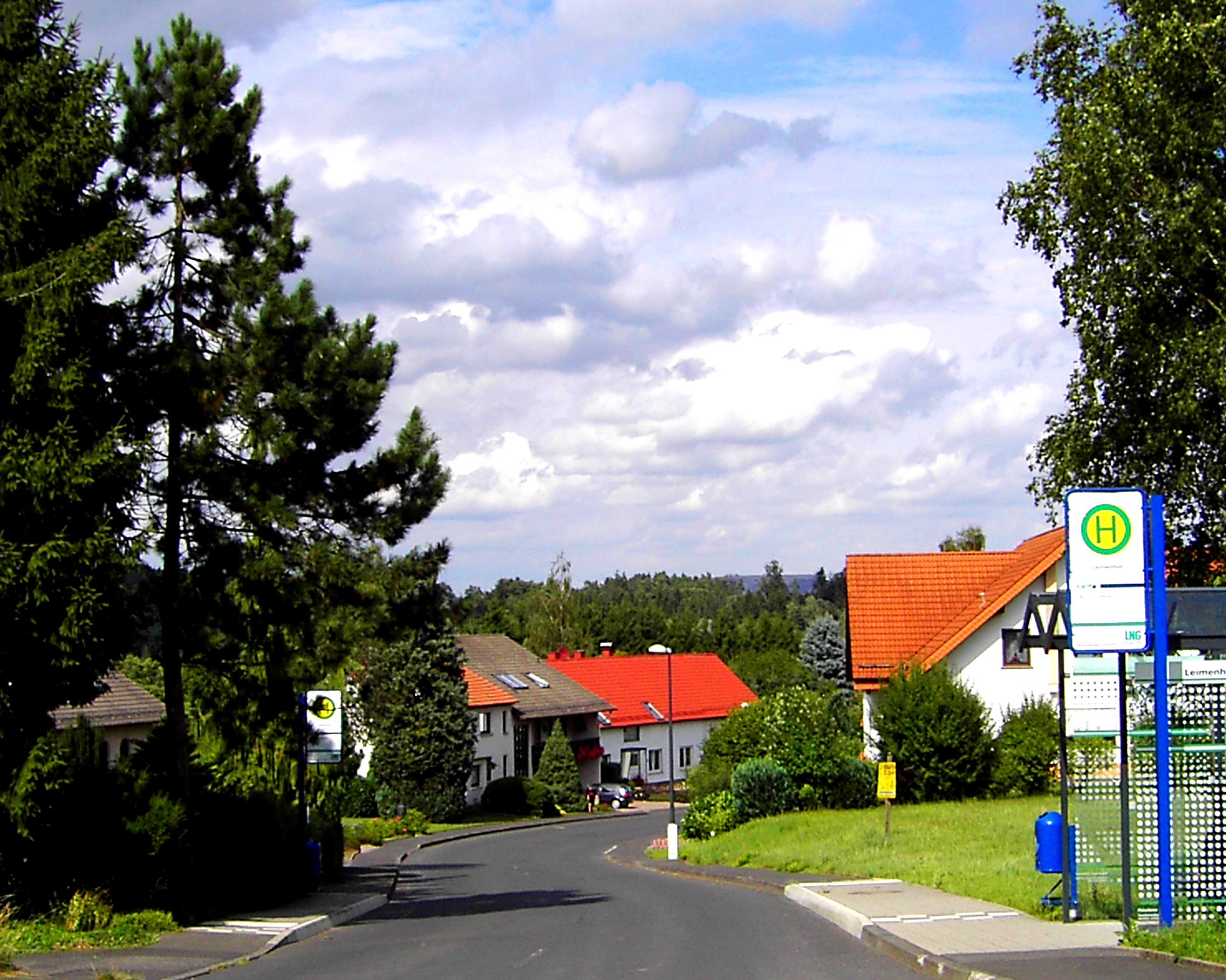
Leimenhof
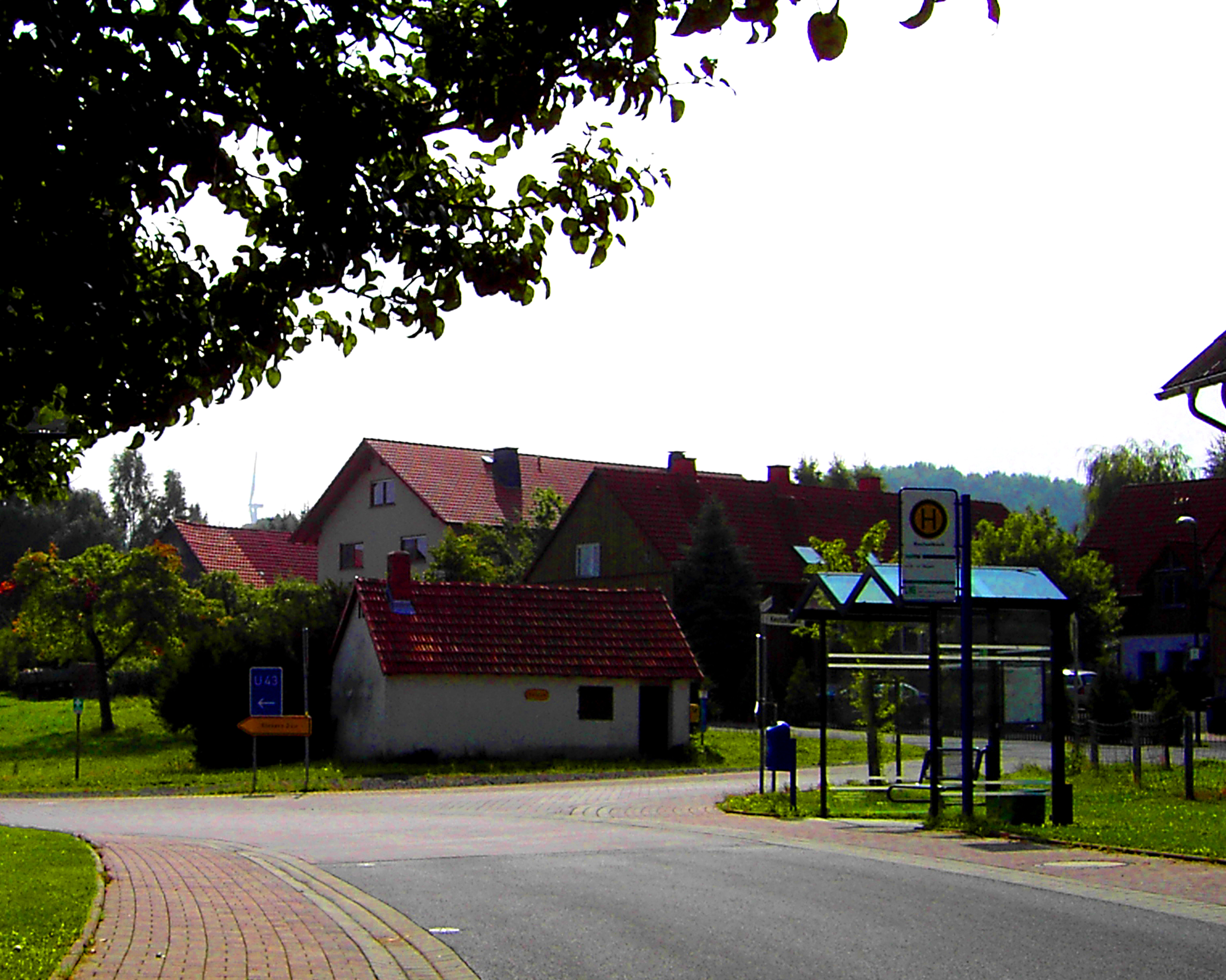
Keutzelbuch

## Mobilité
- L'autoroute A66 passe le village avec sortie de Flieden.
- La route L 3141 (Landesstraße) et la route K82 (Kreisstraße) traverse Rückers.
- Les lignes de chemin de fer la Kinzigtalbahn et Bahnstrecke Flieden–Gemünden passe aussi le village. La gare ferroviaire la plus proche est située en Flieden.
- La véloroute Hessischer Radfernweg R3 passe aussi dans le village. Longue de 258 km, elle relie Tann (Rhön) à Rüdesheim am Rhein[2].
- Le Chemin de Saint-Jacques de Compostelle (Jakobsweg von der Fulda an den Main) à travers aussi le village. Il est divisé en sept étapes et de 125 kilomètres de long[3].

## Personnalités
- Tobias Sammet (* 21 novembre 1977) est un auteur-compositeur et le frontmen du groupe de heavy metal allemand Edguy[4].
- Renate Gärtner (* 1er octobre 1952 est une athlète allemande spécialiste du saut en hauteur. Elle a été sacrée deux fois championne d'Allemagne (1969 et 1971). En 1971, Renate Gärtener se qualifie pour les Jeux olympiques d'été de 1972 de Munich[5].